# Cerylon unicolor
Cerylon unicolor là một loài bọ cánh cứng trong họ Cerylonidae. Loài này được Ziegler miêu tả khoa học năm 1845.